# La Família
"La Família", com és coneguda The Fellowship Foundation, Inc., és una organització internacional fonamentalista cristiana fundada el 1935 als Estats Units. Antigament, s'havia anomenat de diverses maneres, com ara National Committee for Christian Leadership; el nom actual és del 1972. L'organització està liderada des del 1969 pel seu "primer germà" Douglas Coe, i entre els seus membres hi ha nombrosos càrrecs polítics estatunidencs, executius de grans empreses, líders religiosos i d'organitzacions humanitàries, així com alguns diplomàtics i líders estrangers (com ho foren, per exemple, en el passat, Suharto, Ferdinand Marcos o Haile Selassie). "La Família" ha estat considerada per importants dirigents d'esglésies evangèliques com una de les organitzacions fonamentalistes millor connectades políticament dels Estats Units.
La finalitat principal d'aquest grup és proporcionar un fòrum privat als governants estatunidencs on poden trobar estudis bíblics, exercicis espirituals, serveis de culte, o la possibilitat de compartir les seves preocupacions. En un intent d'explicació, Lisa Miller ha escrit a Newsweek que compartir les ensenyances de Jesús és el que manté unit aquest grup, i que qualsevol intent d'aproximació o definició pot ser acceptable.
El grup és molt més conegut, sobretot, per l'organització de grups de pregària arreu dels Estats Units, incloent l'anomenat Presidential Prayer Breakfast ("esmorzar de pregària amb el president"). Tots els presidents dels Estats Units des del 1953 han assistit a l'esdeveniment.
"La Família" sol observar un secretisme estricte sobre els seus membres i les seves activitats, evita la publicitat, i demana als seus membres que no en parlin; alguns dels seus membres han arribat a negar que "la Família" existeixi.